# Madeline Island
Madeline Island (енгл. Madeline Island) је острво САД које припада савезној држави Висконсин. Површина острва износи 62 km². Према попису из 2000. на острву је живело 246 становника.